# Deutsche Schwimmmeisterschaften 1998
Die 110. Deutschen Meisterschaften im Schwimmen fanden vom 4. bis 7. Juni 1998 in der Alsterschwimmhalle in Hamburg statt.
| Disziplin           | Männer               | Männer                   | Männer | Frauen                | Frauen              | Frauen |
| Disziplin           | Name                 | Verein                   | Zeit   | Name                  | Verein              | Zeit   |
| ------------------- | -------------------- | ------------------------ | ------ | --------------------- | ------------------- | ------ |
| 50 m Freistil       | Alexander Lüderitz   | SG Coubertin Berlin      |        | Simone Osygus         | SV Bayer W/U/D      |        |
| 100 m Freistil      | Lars Conrad          | SGS Hannover             |        | Franziska van Almsick | SG Coubertin Berlin |        |
| 200 m Freistil      | Michael Kiedel       | VfL Sindelfingen         |        | Franziska van Almsick | SG Coubertin Berlin |        |
| 400 m Freistil      | Michael Kiedel       | VfL Sindelfingen         |        | Hannah Stockbauer     | SSG Erlangen        |        |
| 1500 m Freistil     | Jörg Hünecke         | SC Magdeburg             |        |                       |                     |        |
| 100 m Brust         | Patrick Schmollinger | SSG Reutl./Tübingen      |        | Silvia Pulfrich       | SV Nikar Heidelberg |        |
| 200 m Brust         | Jens Kruppa          | SC Riesa                 |        | Anne Poleska          | SG Krefeld          |        |
| 100 m Rücken        | Ralf Braun           | Wasserfreunde Spandau 04 |        | Antje Buschschulte    | SC Magdeburg        |        |
| 200 m Rücken        | Ralf Braun           | Wasserfreunde Spandau 04 |        | Antje Buschschulte    | SC Magdeburg        |        |
| 100 m Schmetterling | Christian Keller     | SG Duisburg              |        | Franziska van Almsick | SG Coubertin Berlin |        |
| 200 m Schmetterling | Oliver Lampe         | SV Arpke                 |        | Katrin Jäke           | SC Riesa            |        |
| 200 m Lagen         | Christian Keller     | SG Duisburg              |        | Annika Mehlhorn       | SG ACT/Baunatal     |        |
| 400 m Lagen         | Robert Seibt         | Wasserfreunde Spandau 04 |        | Nicole Hetzer         | Wacker Burghausen   |        |